# Eugeni de Roma
Eugeni de Roma fou un màrtir romà del segle ii que va patir el martiri a Roma en un data indeterminada. La seva memòria es commemora el 23 de juliol.